# Epiphyllum phyllanthus
Epiphyllum phyllanthus là một loài thực vật có hoa trong họ Cactaceae. Loài này được (L.) Haw. mô tả khoa học đầu tiên năm 1812.